# Lipowa (powiat wadowicki)

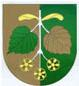
Nieoficjalny herb wsi Lipowa

Lipowa – wieś w Polsce położona w województwie małopolskim, w powiecie wadowickim, w gminie Spytkowice.
W latach 1975–1998 miejscowość administracyjnie należała do województwa bielskiego.